# Sint-Theresiakerk (Wevelgem)

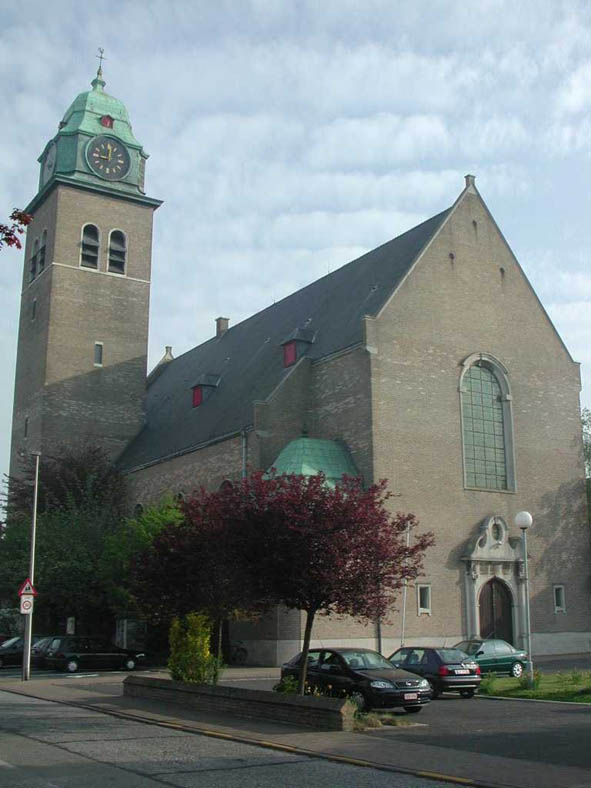
Sint-Theresiakerk

De Sint-Theresiakerk is een rooms-katholiek kerkgebouw in de West-Vlaamse plaats Wevelgem, gelegen aan Menenstraat 460.

## Geschiedenis
De kerk werd in 1960-1962 gebouwd naar ontwerp van Luc Allaert voor de, ver ten westen van de kom van Wevelgem gelegen, Tuinwijk en later toegevoegde Vogelwijk.
De kerk werd ontwijd. Op kerstdag 2022 vond de laatste misviering plaats.

## Gebouw
Het betreft een driebeukig bakstenen gebouw waarvan het koor naar het noorden is gericht. De voorgevel heeft een neobarok portaal en de toren heeft een helmdak. De kerk is gebouwd in een historiserende, naar de neobarok neigende, stijl.